# Numismatika

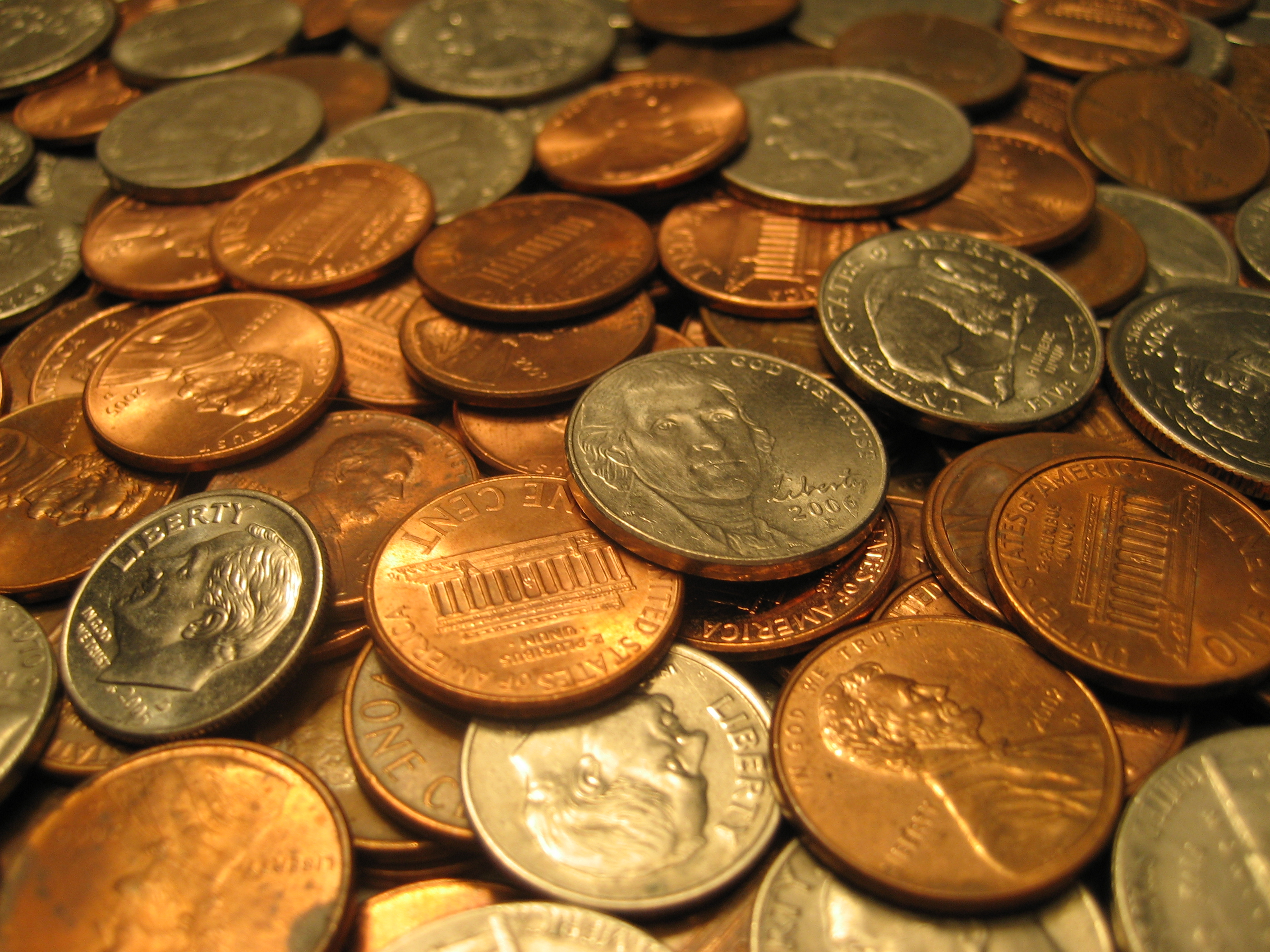
Na obrázku se nachází hromada starých mincí.

Numismatika, někdy psáno též numizmatika (z lat. nummus = peníz, mince), je historická věda, která se zabývá platebními prostředky, především mincemi a jejich formami. Bankovkami a jinými především papírovými platebními prostředky se zabývá jiná historická vědní disciplína, notafilie. Jako numismatika je také označován sběratelský obor či sběratelská oblast, která se zabývá sbíráním mincí a medailí.
V užším slova smyslu je numismatika věda, která se zabývá pouze kovovými penězi, mincemi, v souvislosti s hospodářskými a sociálními jevy, osvětluje dějinný vývoj a dějinný úkol peněz.

## Charakteristika
Původ názvu numismatika je z latinských slov numisma a nomisma. Ty do latiny přešly z řeckého nómisma – „peníz“, s původním významem „zvyk“. Toto slovo bylo odvozeno od kořene nómos, který označoval „způsob, mrav či zákon“. Ze samotného názvu vyplývá důraz na normativní funkci peněz ve společnosti. Numismatika se neomezuje jen na peníze užívané v minulosti. Je to věda o vývoji a funkci platebních prostředků. Orientuje se jak na předmincovní typy platidel a mince, tak na kreditní platidla a početní peníze (žetony). Zkoumá i medaile podobné mincím a vydané na památku osob či událostí, které nebyly určeny k placení. Platidla jsou významným pramenem historického poznání.
Numizmatika se zabývá nejen historií peněz, ale i společenskou funkci platidel. Platební prostředky prošly podobným vývojem jako jiné míry, postupně získávaly konvenční charakter. Přitom jejich reálná hodnota ustupovala. Kovové peníze se rozšířily až na určitém stupni civilizačního vývoje. V novověku byly vystřídány papírovými penězi, v současnosti v platebním styku převažují bezhotovostní peníze. Z hlediska sociálně ekonomického vývoje numizmatika prošla obdobím předmincovním, mincovním a pomincovním (postmonetárním).
Vzhledem k asynchronnímu vývoji v širších evropských a světových souvislostech se numizmatika dělí podle tří kritérií:
1. geografické dělení podle kontinentů a územně politických celků,
2. chronologické dělení na předmincovní platidla, starověká, středověká, novověká a moderní platidla,
3. měnové dělení podle měnových systémů a platidel tvořících měnovou soustavu určitého státu či územního celku.

Numizmatika sleduje především kovové peníze čili mince, které jsou důležitým pramenem pro poznání ekonomických, právních, politických, sociálních a kulturních poměrů doby, v níž vykonávaly funkci platidla. Numizmatika úzce souvisí s paleografií, epigrafikou, heraldikou, genealogií, chronologií a politologií. Numizmatické prameny jsou po shromáždění podrobeny kritice a interpretovány, tedy správně vyhodnoceny a vyloženy. Explikace je výklad závěrů, který musí být jednoznačný, jasný a ucelený. Bankovkami se zabývá rovněž notafilie.

## Mincovní právo
Mincovní právo (tzv. mincovní regál) bylo výhradní právo panovníka razit mince. Patřilo tedy k regálům a zahrnovalo i právo kontroly nad jakostí mince, řízení oběhu mincí, zákaz vývozu domácích mincí a zákaz či omezování dovozu mincí cizích. Proto panovníci vydávali mincovní řády. Mincovní regál spravoval královský mincmistr, který současně dohlížel i na horní regál. Do konce 12. století v českém státě nerazil mince jen panovník, takže se mincovní regál v pravém slova smyslu formoval až od 13. století. Do této doby nebylo právo razit mince nijak omezováno a mince často razily i šlechtické rody. Na Moravě uplatňovali právo razit vlastní mince olomoučtí biskupové. Vlastní ražba probíhala v kroměřížské biskupské mincovně.
Původně se mince pokládala za panovníkův majetek a pramen jeho příjmů. Proto panovník stanovil hodnotu mincí a měl také výhradní právo mince razit. Falšování mince bylo zločinem urážky majestátu. Panovníci mohli vydávat mincovní řády.
Mincovní právo také řešilo jakost mincí, jejich značení, váhu a oběh mincí na území, kde mince platily. Mincovní regál spravoval mincmistr.
Později mince přestávala být majetkem panovníka a stala se majetkem státu. Na stát přešlo i právo mince razit. Některé osoby a města si podle svých privilegií razila vlastní mince většinou z ekonomických důvodů. Počátky numizmatiky, přesněji řečeno peněžní oběh, byly zkoumány již v antice, v 16. století se jimi zabýval Mikuláš Koperník.

## Platidla na českém území
Před vznikem prvních mincí fungoval výměnný obchod. Dalo se také platit železnými pruty, dobytkem nebo kiráty (plátěné šátky).

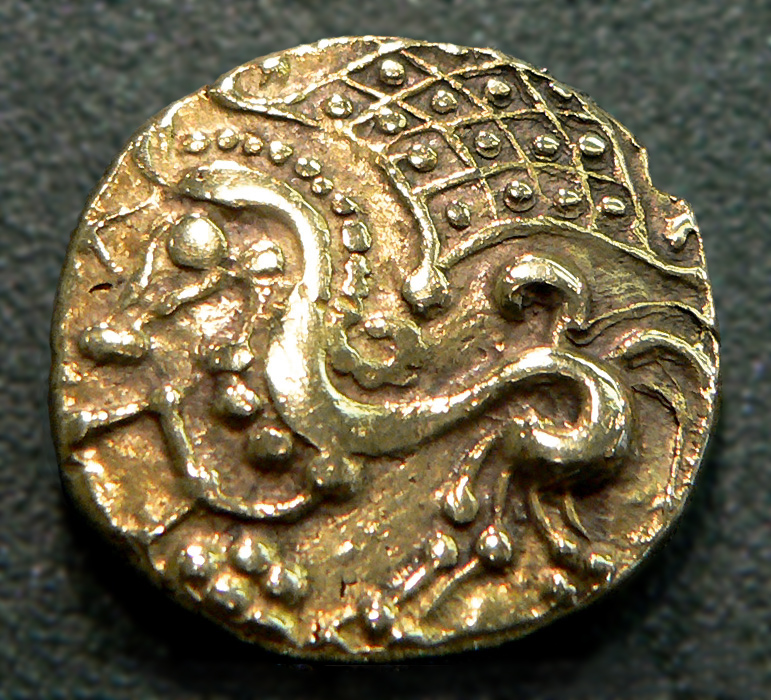
Zlatý keltský statér

### Statéry
Prvním platidlem, které je známo na českém území, jsou duhovky. Jde o keltské zlaté mince (statéry) a duhovky jim kdysi začali říkat lidé, kteří je občas nalézali na polích po prudkém dešti, který tyto mince omyl a ty se potom třpytily ve slunci. Lidé tyto zlaté mince spojovali s duhou a domnívali se, že padají právě z ní.

### Denáry
- platilo se jimi asi od poloviny 10. století do 13. století
- rozlišují se dva druhy: české a moravské denáry
- byly na nich křesťanské motivy nebo portrét panovníka
- kolem roku 1050 byla uskutečněna měnová reforma, nově ražené denáry mají menší rozměry a hmotnost, jakost stříbra byla určena na 0,960, často však obsah stříbra klesal na zlomek původně stanovené hodnoty
- hodnota – 1 denár = deset slepic nebo ječmen pro koně na 40 dní

### Brakteáty
- vydávány Přemyslem Otakarem I. a Přemyslem Otakarem II.
- dělí se na české (asi 1225 – 1300) a moravské brakteáty (asi 1250 – 1300)
- nebyly rovné, ale zvlněné (proto též nazývány plecháče). Proto se nedaly skládat do hromádek, nápisy se rozmazávaly a důsledkem toho bylo jejich stažení z oběhu
- hodnota – 2 až 4 plecháče = kus sýra, 12 plecháčů = jehně, 120 plecháčů = pytel žita v době hladu

### Groše
- raženy v Kutné Hoře, která byla v době objevení stříbrných nalezišť téměř stejně velká jako Praha
- ovládly střední Evropu
- platily od roku 1300 do konce 16. století, ale v oběhu zůstaly ještě pár dalších století jako drobné
- groš se dělil na 12 haléřů neboli parvů
- hodnota ve 14. století – 2 haléře = jedno vejce, 1 groš = kus másla nebo sýra, 3 groše = sekera, 22 až 55 grošů = kráva
- hodnota v 15. století – 1 groš = slepice, 1 groš = 18 cihel, 24 až 40 grošů = kráva, 120 grošů = kůň
- hodnota v 16. století – 1 groš = uzda, 3 groše = hrábě, 5 grošů = kopa vajec

### Tolary
- první tolary dal razit Jáchym Šlik ze stříbra v Jáchymově
- název „tolar“ vznikl z německého názvu Joachimsthaler, tj. „z údolí sv. Jáchyma“ – lokality v Krušných horách, kde byly na počátku 16. století otevřeny stříbrné doly
- z názvu „tolar“, resp. Thaller se odvozuje označení americké měny dolar (v originále dollar)

### Krejcary
- platily od vzniku Habsburské monarchie roku 1526, byly nahrazeny až haléři (Heller, filér) po roce 1892 v souvislosti se zavedením korunové měny
- souběžně s nimi se používaly také bankocetle, první papírové peníze zavedené na českém území

### Koruny
- korunová měna byla vyhlášena 11. srpna 1892, staré zlatkové peníze však dlouho zůstávaly v oběhu, korunové bankovky přišly do oběhu až roku 1900. Koruna (Krone, korona) byla rozdělena na 100 haléřů (Heller, fillér). Z přepočítacího poměru 2:1 (10 korun představovala 5zlatková bankovka) vzniklo dodnes známé lidové označení „pětka“ pro desetikorunu.

Po rozpadu Rakouska-Uherska byla (po dlouhých diskuzích a po určitém vývoji v dalších zemích bývalého mocnářství) definitivně převzata korunová měna pouze jednou nástupnickou zemí – Československou republikou. První bankovky byly vydány již v roce 1919, ale první mince (20h a 50h) byly raženy s letopočtem 1921 (existují i zkušební ražby se starším letopočtem) a dány do oběhu až v roce 1922.

### Měnové/peněžní odluky/reformy
1. 1919 – oddělení rakousko-uherské a československé měny
2. 1945 – odebrání peněz z oběhu a jejich uložení na vázané účty (měněno až 500K v poměru 1:1).
3. 1. 6. 1953 – výměna peněz v poměru až 1 : 50 (ceny změněny v poměru 1 : 5), zrušení vázaných vkladů aj.
4. 1991–1992 rychlá devalvace československé koruny
5. 1993 – oddělení české a slovenské měny

## Vládci a vlády razící mince v Čechách a na Moravě
(v závorce je uvedeno období, po které byly mince raženy)
- Keltové – první měna ražená keltskými kmeny na českém území byly statéry (lidově zvané duhovky)
- Václav (921 – 935) – jsou známy denáry s jeho jménem, ale nedají se mu s určitostí přisoudit
- Boleslav I. (935 – 972) – razil první historicky doložené mince Českého státu
- Boleslav II. (972 – 999) – na mincích se objevují motivy převzaté z anglických mincí (meč, pták, luk se šípem, založil mincovnu na Vyšehradě)
- Emma (985 – 995)
- Boleslav III. (999 – 1002) – razil mince řezenského typu
- Vladivoj (1002 – 1003)
- Boleslav Chrabrý (1003 – 1004)
- Jaromír (1003 – 1034) – mince převážně karolinského typu, poprvé mince s nápisem (jméno svatého Václava)
- Oldřich (1012 – 1034) – na lícní straně je velmi často vyobrazen kníže s péřovou čelenkou
- Břetislav I. (1028 – 1055) – na lícní straně vyobrazena postava knížete či kníže sedící na koni, na rubu svatý Václav, nebo motiv ptáka
- Spytihněv II. (1048 – 1061) – razil denáry české a Olomouckého knížectví
- Vratislav II. (1054 – 1061 – 1092) – razil denáry Olomouckého knížectví, od roku 1061 české denáry, za jeho vlády došlo k rychlému znehodnocení měny
- Ota I. (1055 – 1087) – razil pouze mince Brněnského a Olomouckého knížectví
- Konrád I. (1055 – 1091)
- Eufemie (1087 – 1095) – denáry Olomouckého knížectví
- Konrád I. (1092) – razil mince pouze na Moravě
- Boleslav (asi 1090) – denáry Olomouckého knížectví
- Vratislav II. (1090 – 1092 – ???) – denáry Brněnského a Olomouckého knížectví
- Bořivoj II. (1090 – 1020) – razil nejprve denáry Olomouckého knížectví, později české denáry
- Břetislav II. (1092 – 1100) – denáry české a Brněnského knížectví, svým vzhledem a zpracováním patřily k nejkvalitnějším, ačkoliv jejich kupní hodnota nebyla vysoká
- Oldřich (1092 – 1115) – denáry Brněnského knížectví
- Litold (1092 – 1112) – denáry Znojemska
- Svatopluk (1095 – 1109) – razil nejprve denáry Olomouckého knížectví, později české denáry
- Ota II. (1107 – 1125) – denáry Olomouckého a Brněnského knížectví
- Vladislav I. (1109 – 1125) – české a denáry Olomouckého knížectví
- Spytihněv (1125) – denáry Brněnského knížectví
- Soběslav I. (1125 – 1140) – české a denáry Olomouckého knížectví
- Jindřich (??? – 1125) – denáry Olomouckého knížectví
- Václav (??? – 1130) – denáry Olomouckého knížectví
- Vladislav II. (1140 – 1158) – denáry měly nízkou jakost, někdy až 0,050 (namísto původně určené jakosti 0,960), některé jsou měděné s pouhým postříbřením
- Bedřich (1172 – 1178) – jakost některých mincí klesla až na úroveň 0,010
- Soběslav II. (1173 – 1178)
- Konrád II. Ota (1189 – 1191)
- Václav II. (1191 – 1192)
- Přemysl Otakar I. (1192 – 1230) – české denáry razil asi do roku 1210, poté byly postupně nahrazeny novým typem mincí (brakteáty)
- Jindřich Břetislav (1193 – 1197)
- Vladislav Jindřich (1197 – 1222) denáry české a Moravského markrabství
- Vladislav II. (1224 – 1227)
- Přemysl (1228 – 1239)
- Vladislav III. (1246 – 1247)
- Přemysl Otakar II. (1247 – 1253) – denáry moravského markrabství
- Václav I. (1230 – 1253)
- Přemysl Otakar II. (1253 – 1278) – razil české a moravské brakteáty
- Václav II. (1278 – 1305) – do roku 1300 razil české a moravské brakteáty, poté začal razit české groše
- Jan Lucemburský (1310 – 1346)
- Karel IV. (1346 – 1378)
- ??? (2. polovina 14. století) – „dutý peníz“ moravská grošová měna
- ??? (???) – peníz „IO“ moravská grošová měna
- ??? (???) – haléř „IO“ moravská grošová měna
- Jošt (1375 – 1411) – peníz, moravské groše
- Václav IV. (1378 – 1419)
- husitské války (1419 – 1436)
- Zikmund (1419 – 1423) – peníz, moravské groše
- Albrecht II. (1423 – 1439) – peníz, moravské groše
- bezkrálí (1439 – 1453)
- Ladislav (1453 – 1457)
- Jiří z Poděbrad (1458 – 1471)
- Matyáš Korvín (1468 – 1490) – slezské groše
- Vladislav Jagellonský (1471 – 1516)
- Ludvík Jagellonský (1516 – 1526)
- Ferdinand I. (1526 – 1564) – nejprve razil groše, později tolary a krejcary, od jeho dob se všechny mince označují letopočtem, od roku 1527 i značkou mincovny a mincmistra
- rod hrabat Šliků (1520 – 1528) – jako první u nás razili stříbrné tolary (Jáchymovské)
- Maxmilián II. (1564 – 1576)
- Rudolf II. (1576 – 1611)
- Matyáš (1611 – 1619)
- stavovské mince (1619 – 1635)
- Fridrich Falcký (1619 – 1620)
- Ferdinand II. (1619 – 1637)
- Ferdinand III. (1637 – 1657)
- Leopold I. (1657 – 1705)
- Josef I. (1705 – 1711)
- Karel VI. (1711 – 1740)
- Marie Terezie (1740 – 1780)
- František Lotrinský (1745 – 1780)
- Josef II. (1765 – 1790)
- Leopold II. (1790 – 1792)
- František I. (1792 – 1835)
- Ferdinand V. (1835 – 1848)
- František Josef I. (1848 – 1916) – zlatý 1848–1892, koruna 1892–1916
- Karel I. (1916–1918)

- Československá republika, ČSR (1918–1939) – koruna československá
- Protektorát Čechy a Morava (1939–1945) – protektorátní koruna
- Československá republika, ČSR (1945–1953)
- Československá socialistická republika, ČSSR (1953–1990)
- Československá federativní republika, ČSFR (1990–1993)
- Česká republika, ČR (od roku 1993) – koruna česká